# Emesis castigata
Emesis castigata is een vlindersoort uit de familie van de prachtvlinders (Riodinidae), onderfamilie Riodininae.
Emesis castigata werd in 1910 beschreven door Stichel.